# Mòdul de descens

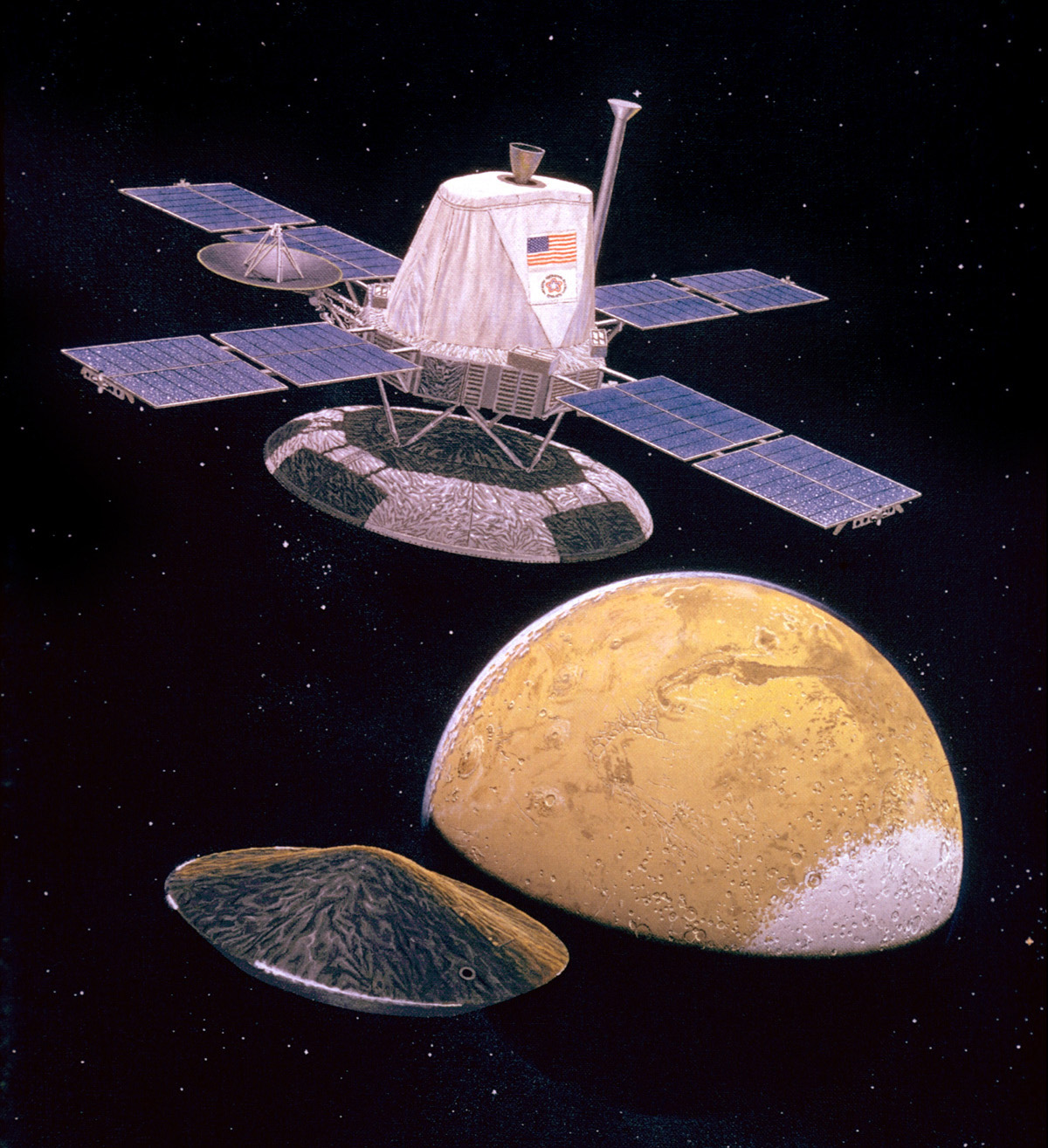
El Viking Orbiter alliberant el mòdul de descens (protegit per un escut tèrmic).

El mòdul de descens o mòdul d'aterratge (lander en anglès) designa en l'àmbit d'astronàutica un artefacte espacial embarcat en un vehicle espacial destinat a posar-se sobre la superfície d'un astre (o satèl·lit). El mòdul de descens pot ser o no tripulat.
Hi ha dos tipus principals de mòduls de descens:
- els fixos, o landers en el sentit estricte, tals com la Huygens a Tità;
- els que impliquen exploradors mòbils (astromòbils), com l'Spirit i l'Opportunity a Mart.

Quan l'objecte és destinat a percudir un objecte astronòmic a gran velocitat, se l'anomena impactador, com va ser el cas durant la missió Deep Impact.
Depenent del tipus de missió de les sondes espacials, poden contenir un mòdul de descens i/o una nau espacial d'observació (l'orbitador) que observa l'astre des de la seva òrbita. Algunes sondes no efectuen més que un sobrevol de l'astre a observar, la qual cosa els permet observar de manera successiva diversos objectes astronòmics.

## Limitacions

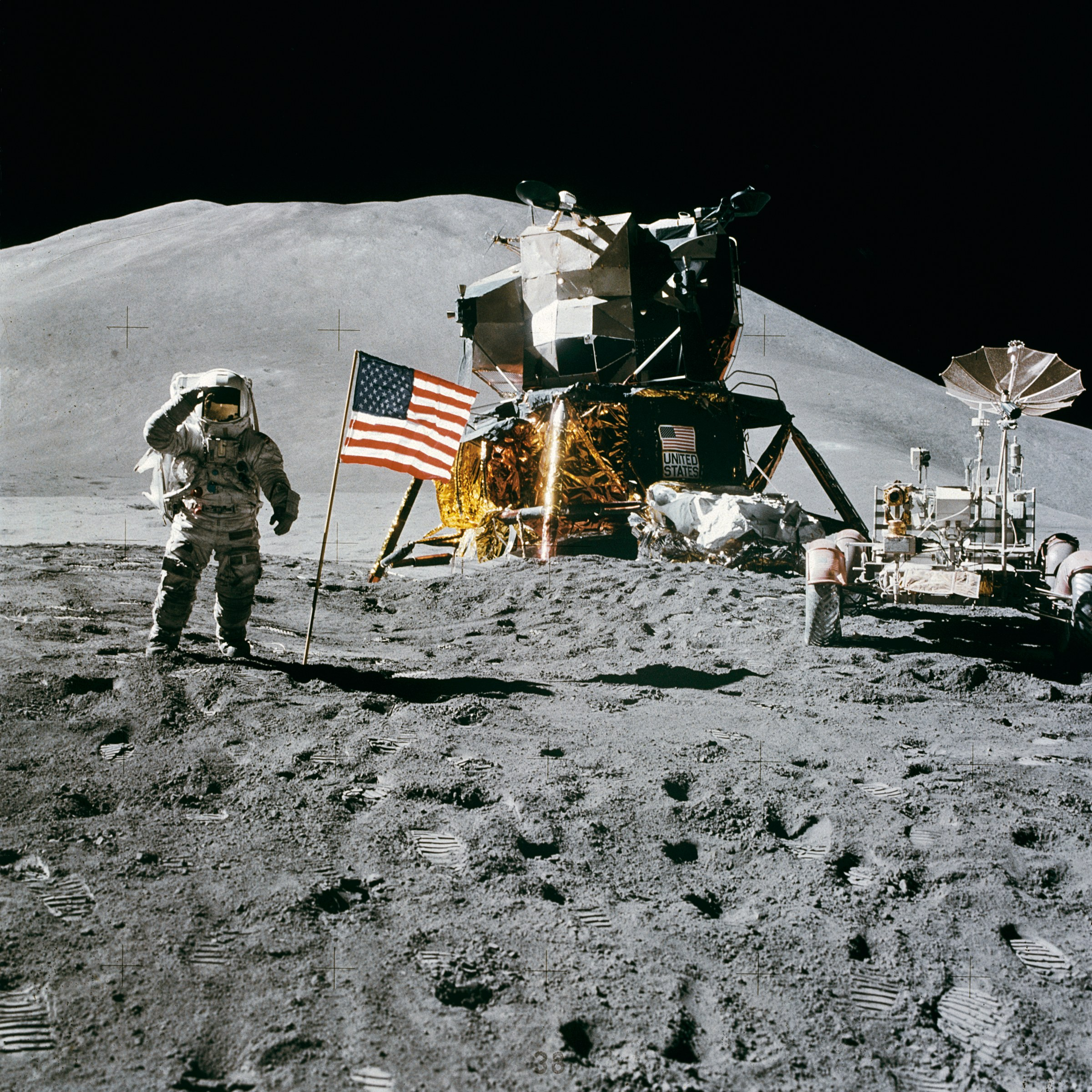
L'astronauta James Irwin, el mòdul de descens de l'Apollo 15 i l'astromòbil tot terreny.

Les tècniques d'aterratge són molt variables. Depenen tant de les característiques de l'astre sobre el qual l'artefacte s'ha de posar, de la massa d'aquest últim i de les restriccions de la missió:
- La presència d'una atmosfera al voltant de l'astre permet reduir fortament la velocitat del mòdul de descens amb les forces d'arrossegament (amb un escut tèrmic i un o més paracaigudes). Quan més espessa és l'atmosfera (Venus, per exemple), més eficaç és la frenada.
- La massa de la nau. Algunes tècniques no funcionen quan la sonda és particularment massiva.
- El valor de la gravetat del cos celeste en què es va fer l'aterratge: hi ha grans diferències entre l'aterratge sobre un cometa amb baixa gravetat i sobre un planeta on la gravetat és prop d'aquella de la Terra.
- La part assignada als combustibles (d'aquí el cost de la missió): la utilització de retrocoets per aterrar suaument augmenta la massa de la nau.
- La desacceleració experimentada durant l'aterratge: el mòdul de descens pot acceptar una desacceleració més o menys important depenent de la missió. El mòdul lunar Apollo s'havia d'allunar, per exemple, amb una velocitat vertical d'alguns metres per segon i una velocitat horitzontal molt petita, sota pena de trencar el mòdul de descens i de no poder enlairar més.
- La precisió de l'aterratge: algunes tècniques permeten atènyer amb més precisió el lloc de destinació.

## Tècniques d'aterratge
- Aerofrenada (resistència atmosfèrica)
- Coixins de seguretat
- Grua aerotransportada: tècnica utilitzada a la fase final de l'aterratge per la sonda estatunidenca MSL.
- Paracaigudes supersònics i subsònics
- Proteccions/amortidors interns
- Retrocoets

## Landersa Mart
El següent mapa d'imatge del planeta Mart conté enllaços interns a característiques areogràfiques destacant les ubicacions de «rovers» i mòduls de descens. Feu clic en les característiques i us enllaçarà a les pàgines dels articles corresponents. El nord està a la part superior; les elevacions: vermell (més alt), groc (zero), blau (més baix).